# Eurya albiflora
Eurya albiflora är en tvåhjärtbladig växtart som beskrevs av Cyril Tenison White och Francis. Eurya albiflora ingår i släktet Eurya och familjen Pentaphylacaceae. Inga underarter finns listade i Catalogue of Life.